# Гордон, Александр Бернгардович
Александр Бернгардович Гордон (10 августа 1867 — 1942) — российский и советский музыкант, трубач, музыкальный педагог. Заслуженный артист РСФСР (1927), Заслуженный деятель искусств РСФСР (1937). Преподаватель, профессор Ленинградской консерватории (1895—1942).

## Биография
Александр Бернгардович Гордон родился 10 августа 1867 году в Ковно в семье врача Бернарда Гордона и Генриетты Борисовны Шапиро.
В 1887 году завершил обучение в Петербургской консерватории. Обучение проходил по классу трубы у преподавателя В. В. Вурма.
С 1887 по 1889 годы работал солистом симфонического оркестра в Гельсингфорсе, а с 1890 по 1895 годы являлся солистом оркестра Большого театра в Москве.
С 1895 по 1912 годы Александр Гордон работал солистом (корнет-а-пистон) балетного и дирижёром сценического оркестра Мариинского театра в Петербурге. С 1902 по 1916 годы был капельмейстером лейб-гвардии Финляндского, а с 1916 по 1917 годы - Преображенского полков.
С 1919 по 1922 годы работал дирижёром оркестра Политуправления Петроградского военного округа, а также являлся преподавателем Военной музыкальной школы. С 1895 по 1942 годы преподавал в Ленинградской консерватории, с 1910 в должности профессора.
Александр Гордон был крупнейшим представителем ленинградской школы игры на трубе. Музыкант внёс новые прогрессивные методы обучения игре на этом инструменте. Является автором оркестровых пьес, маршей, музыкальных танцев, а также многих инструментальных сочинений, около 200 этюдов для трубы и корнет-а-пистона.
Умер в 1942 году в Ленинграде.

## Ссылка
- Музыкальная энциклопедия. А. Б. Гордон
- «Гордон Александр Бернгардович». сайт Санкт-Петербургской консверватории. — Биография музыканта. Архивировано 4 июня 2021 года.